# 日本航空協会
一般財団法人日本航空協会（にほんこうくうきょうかい）は、日本において、スカイスポーツを統括する唯一の団体（ナショナル・エアロ・クラブ）である。国際航空連盟 （FAI）に加盟している国内競技連盟。重要航空遺産の認定も行う。また、下部組織である国際線発着調整事務局が成田国際空港、東京国際空港、関西国際空港、新千歳空港、福岡空港に乗り入れている航空会社のスケジュール調整も行っている。

## 沿革

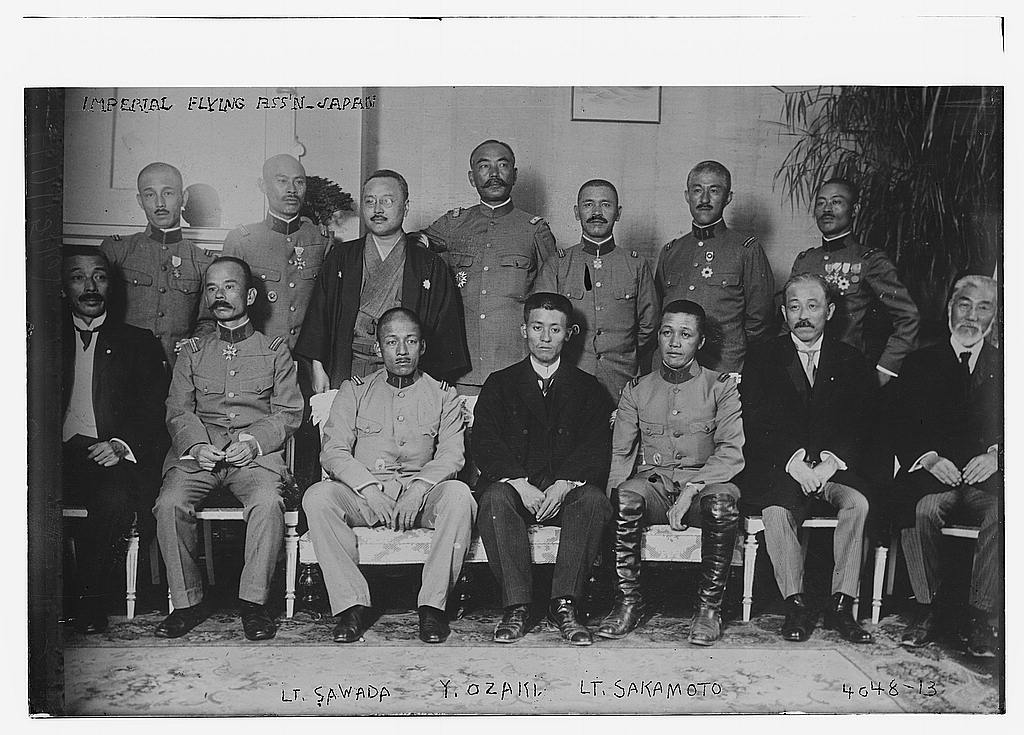
大正時代の帝国飛行協会会員。Lt.Sawada, Lt.Sakamotoとあるのは澤田秀中尉、坂本真彦中尉と思われる

- 1910年（明治43年） - 伊賀氏広が日本飛行機協会を設立する。会長は大隈重信、副会長は阪谷芳郎。総裁に久邇宮邦彦。
- 1913年（大正2年） - 社団法人帝国飛行協会が発足する。
- 1914年（大正3年） - 財団法人化する。
- 1915年（大正4年） - 国民飛行会が設立する（長岡外史会長）[1]。パイロットの養成を始める（尾崎行輝、佐藤要蔵、後藤勇吉、飯沼金太郎ら7名を養成したが2年後終了）[2]。
- 1918年（大正7年） - 帝国飛行協会が国民飛行会を併合する[1]。
- 1919年（大正8年） - 国際航空連盟に加盟する。
- 1931年（昭和6年） - 帝国飛行協会理事会で航空神社創設を決議。明治神宮造営残木を拝受し、帝国飛行協会飛行館屋上に於いて新総裁梨本宮守正王、副会長橋本圭三郎参列の下、靖国神社賀茂宮司が斎主となり、盛大な鎮座祭を執行。祭神は航空殉職者325柱、霊爾簿作成。
- 1940年（昭和15年） - 財団法人大日本飛行協会に改組する。
- 1945年（昭和20年） - 終戦後、GHQの指令により操縦士、機関士の養成、訓練等が禁止。さらに年末を期限に財団法人大日本飛行協会の解散が求められた[3]ことを背景に、財団法人逓信科学振興財団が発足する。
- 1952年（昭和27年） - 財団法人日本航空協会が発足。
- 1955年（昭和30年） - 航空図書館が開館。
- 2012年（平成24年） - 一般財団法人日本航空協会へ移行。
- 2013年（平成25年） - 帝国飛行協会設立から数えて創立100周年を迎える。

## 関連団体
- 日本学生航空連盟
- 日本気球連盟
- エクスペリメンタル航空機連盟
- 日本滑空協会
- 日本模型航空連盟
- 日本ハング・パラグライディング連盟
- 日本マイクロライト航空連盟
- 日本パラモーター協会
- 日本パラシューティング連盟
  - 日本落下傘スポーツ連盟
- 日本モデルロケット協会
- 日本飛行連盟
- 全国ヘリコプター協議会
- AOPA-JAPAN
- 日本航空機操縦士協会
- 日本女性航空協会
- 日本航空技術協会
- 日本ヘリコプタ技術協会

## 歴代会長
括弧内は在任期間。3代目の柳田会長以降は「日本航空、全日本空輸の航空大手二社のいずれかの社長」「運輸事務次官」のどちらか、ないしは両方を経験した人物が会長になっている。
1. 郷古潔（1952年 - 1961年）三菱重工業社長、会長らを歴任
2. 荘田泰蔵（1962年 - 1973年）日本航空機製造社長、日本航空工業会理事長らを歴任
3. 柳田誠二郎（1973年 - 1981年）日本航空社長、海外経済協力基金総裁らを歴任
4. 岡崎嘉平太（1981年 - 1987年）全日本空輸社長、日中総合貿易連絡協議会会長らを歴任
5. 荒木茂久二（1987年 - 1991年）運輸事務次官、帝都高速度交通営団総裁らを歴任
6. 秋山龍（1991年 - 1995年）運輸事務次官、日本空港ビルデング社長、会長らを歴任
7. 朝田静夫（1995年 - 1996年）運輸事務次官、日本航空社長らを歴任
8. 若狭得治（1997年 - 1999年）運輸事務次官、全日本空輸社長、会長らを歴任
9. 利光松男（1999年 - 2004年）日本航空社長、日本航空相談役らを歴任
10. 近藤秋男（2005年 - 2011年）全日本空輸社長、副会長、全日本空輸最高顧問らを歴任
11. 野村吉三郎（2011年 - 2019年）全日本空輸社長、会長、ANAホールディングス特別顧問らを歴任
12. 篠辺修（2019年6月 - 2025年6月）全日本空輸社長、ANAホールディングス特別顧問らを歴任
13. 植木義晴（2025年6月19日 - ）日本航空社長、日本航空会長らを歴任